# Hector-Louis Langevin
Ne pas confondre avec l'acteur français Hector Langevin
Pour les articles homonymes, voir Langevin.
Sir Hector-Louis Langevin, né le 25 août 1826 et mort le 11 juin 1906 à Québec, est un homme politique, un avocat, un journaliste, un des fondateurs du système des pensionnats autochtones et un père de la Confédération canadienne.

## Biographie

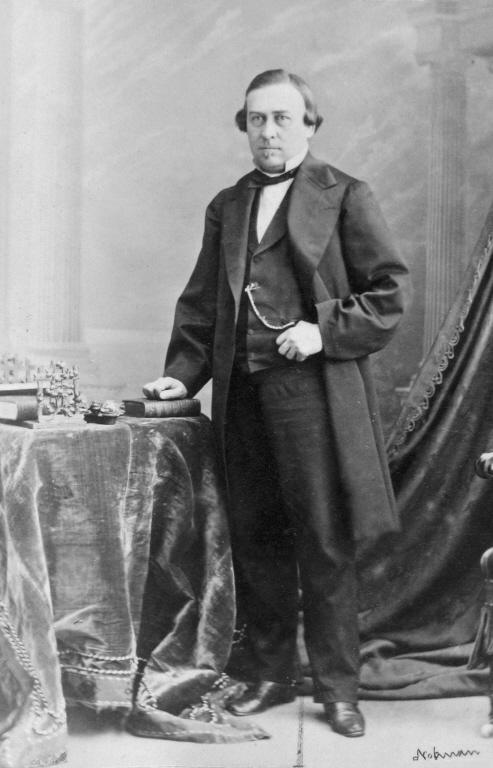
En 1865.

Langevin naît à Québec en 1826. Il étudie le droit auprès de George-Étienne Cartier et est appelé au barreau en 1850. En 1856, il est élu conseiller au conseil municipal de Québec. Il sera maire de Québec entre 1858 à 1861. En 1857, il est élu député pour la circonscription de Dorchester à la Chambre des communes du Canada en tant que membre du Parti conservateur. Toujours en 1857, il est rédacteur en chef du Courrier du Canada.
Au sein du Canada-Uni, il occupe les postes de solliciteur général (1864-1866), puis de ministre des Postes (1866-1867). Langevin assiste aux trois conférences qui aboutirent à la confédération canadienne.
Après la formation de la Confédération canadienne, il est surintendant général des Affaires indiennes (du 22 mai 1868 au 8 décembre 1869), ministre des Travaux publics (du 29 septembre 1869 au 7 novembre 1873), secrétaire d'État du Canada (du 1er juillet 1867 au 8 décembre 1869), registraire général du Canada (du 1er juillet 1867 au 8 décembre 1869), ministre des Postes (du 19 octobre 1878 au 20 mai 1879) et ministre des Travaux publics (du 20 mai 1879 au 6 juin 1891).
De 1872 à 1875, il est le directeur politique du journal Le Canadien. Il quitte la politique en 1873 en raison de son rôle dans le scandale du Pacifique.
En 1876, il est réélu dans la circonscription de Charlevoix. Son adversaire conteste l'élection et elle est déclarée invalide, mais il gagne l'élection partielle subséquente en 1877. Il est défait à Rimouski en 1878, mais est cependant élu par acclamation dans la circonscription de Trois-Rivières la même année. Langevin redevient le ministre des Travaux publics en 1879. En 1885, il réclame derrière les coulisses que Louis Riel ne soit pas pendu et il est l'un des seuls députés conservateurs au parlement canadien à survivre à la désastreuse défaite conservatrice dans la province de Québec en 1887.
Le nouveau premier ministre John Abbott lui promet le poste de lieutenant-gouverneur du Québec s'il démissionne en tant que ministre des Travaux publics. Langevin démissionne en 1891, mais Abbott nomme Joseph-Adolphe Chapleau à sa place. Langevin quitte la politique en 1896.
Langevin décède dans la même ville en 1906 à l'âge de 79 ans, deux mois avant son 80e anniversaire.
Il est l'auteur de Le Canada, ses institutions, ressources, produits, manufactures, etc. Pendant sa vie, il est aussi le président de l'Institut canadien et de la Société Saint-Jean-Baptiste.

### Une rencontre marquante
C'est en 1842 que le jeune Langevin, alors séminariste au Séminaire de Québec, fait la rencontre de l'abbé Pierre-Henri Bouchy, avec qui il correspondra jusqu'en 1886. L'abbé français, titulaire d'une pédagogie libérale qu'il exerce au Québec entre 1842 et 1855, lui insuffle le goût des lettres et l’encourage dans ses premières ambitions journalistiques. Dans une lettre datée du 21 mai 1847, l’abbé Bouchy écrit : « Ce que j’ai compris, c’est que vous vous disposiez à entrer prochainement dans la vie active de l’écrivain, que de temps à autre on verrait votre pensée émise sur les feuilles du pays et que vous m’en instruiriez. Nous attendons… féroce aussi longtemps que nous attendons le livre de Mr Gingras. » Quelques mois plus tard (le 17 juillet 1847), Hector-Louis Langevin devient rédacteur aux Mélanges religieux où il soutient une politique réformiste et non ultramontaine, ce qui allait à l’encontre des visées du journal. Pierre-Henri Bouchy encouragera à nouveau son ancien élève en 1886 alors que le gouvernement canadien subit les contrecoups de la pendaison de Louis Riel.

### Architecte des pensionnats autochtones?
Certains ont qualifié Langevin d'« architecte des pensionnats autochtones » et tenté de lui faire porter la responsabilité de la création du réseau fédéral de pensionnats autochtones en évoquant le fait qu'à titre de ministre des Travaux publics, pour faire approuver le budget pour la construction de pensionnats autochtones, il fit la déclaration suivante à la Chambre des communes : « Si nous voulons instruire ces enfants, nous devons les séparer de leurs parents, car, en les laissant dans la famille, ils pourront sans doute apprendre à lire et à écrire, mais ils resteront sauvages ; tandis qu’en les séparant, ils acquerront les habitudes et les goûts — les meilleurs, j’espère — des gens civilisés. ».
Comme tous les 133 autres députés conservateurs d'alors, il suivait ainsi la ligne de parti et reprenait, presque mot pour mot, l'argumentaire de John A. Macdonald qui, à titre de surintendant des Affaires indiennes et premier ministre, venait de faire voter, trois semaines plus tôt, la création des pensionnats autochtones fédéraux. Macdonald avait alors déclaré: « Quand les écoles sont dans les réserves, l’enfant vit avec ses parents qui sont sauvages ; il est entouré de sauvages, et, même s’il peut apprendre à lire et à écrire, ses manières, sa formation et son mode de pensée sont indiens. Il est simplement un sauvage qui sait lire et écrire. ».
Le ministère des Travaux publics a construit les premiers pensionnats autochtones fédéraux, mais la responsabilité ministérielle de Langevin dans la décision de créer un réseau fédéral de pensionnats autochtones n'est pas formellement établie. En 1883, Macdonald était à la fois premier ministre et surintendant des Affaires indiennes et il porte donc la responsabilité ministérielle capitale de cette décision.

### Archives
Un fonds d'archives d'Hector Langevin est conservé au centre d'archives de Québec de Bibliothèque et Archives nationales du Québec. Un autre fonds lui étant destiné à conservé à Bibliothèque et Archives Canada.[pas clair]

## Hommages

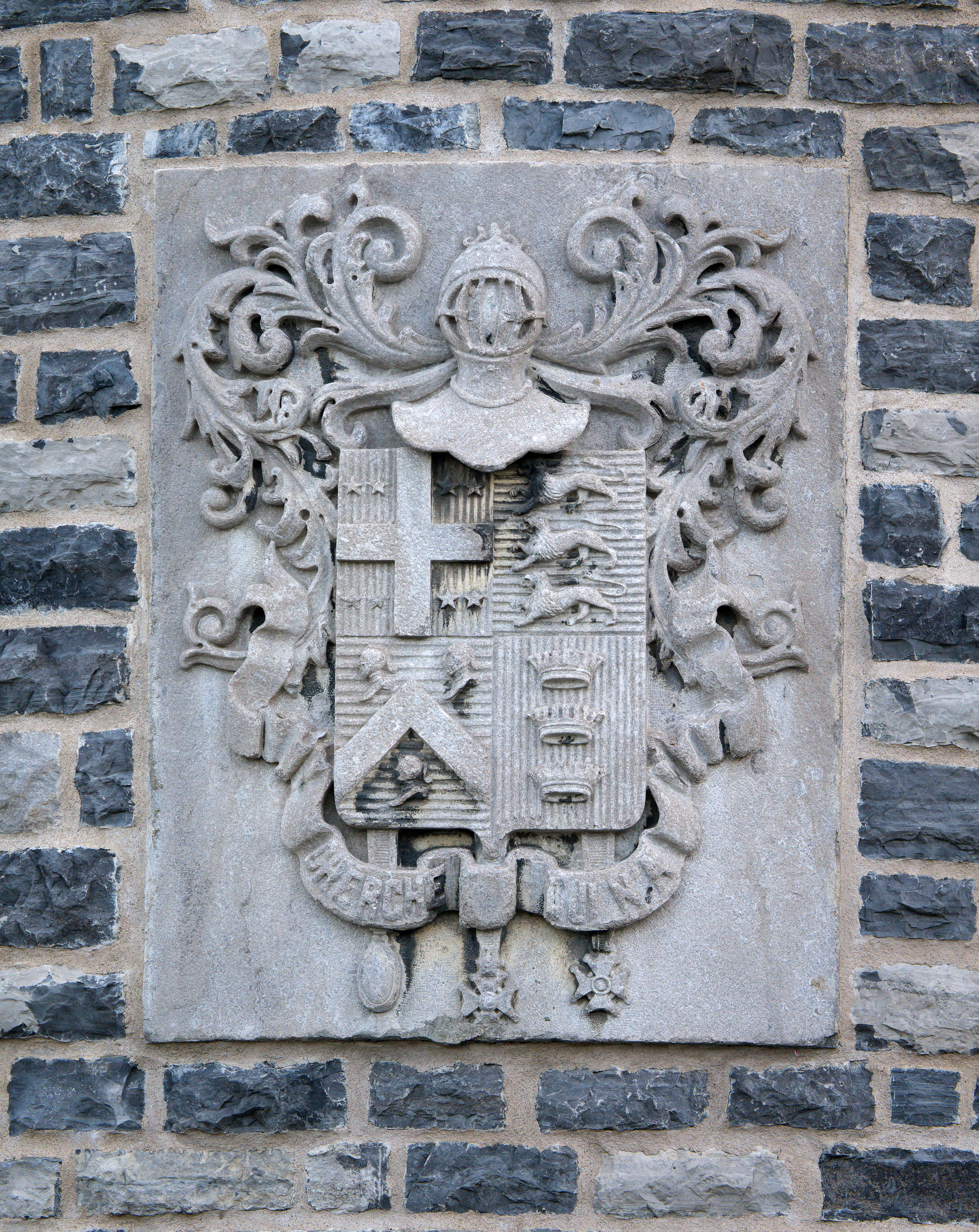
Armoiries de Hector-Louis Langevin gravées dans la façade du Manège militaire de Québec.

### Toponymie
L'édifice Langevin sur la colline du Parlement est nommé en son honneur. Il est cependant débaptisé en 2017 à la demande des Premières Nations qui prétendaient que Hector-Louis Langevin était à l'origine de la création du système des pensionnats autochtones, alors qu'il n'a jamais exercé la moindre autorité ministérielle sur un quelconque pensionnat autochtone, les pensionnats autochtones fédéraux ayant été créés en 1883, soit 14 ans après que Langevin eut fini d'exercer les fonctions de surintendant des Affaires indiennes. L'édifice Langevin porte désormais le nom de « Bureau du Premier ministre et du Conseil privé » (en anglais : Office of the Prime Minister and Privy Council).
En 2013, un parc public est nommé en son honneur dans le port de Trois-Rivières. Cet honneur découle du fait, notamment, qu'on lui doit le projet de loi créant la Commission du havre de Trois-Rivières, première administration publique responsable de la gestion et du développement du port de Trois-Rivières.

### Distinctions
- Doctorat honoris causa en droit de l'Université Laval (1882)
- Chevalier commandeur de l'Ordre de Saint-Michel et Saint-Georges (1881)
- Chevalier commandeur de l'Ordre de Saint-Grégoire-le-Grand (1870)
- Compagnon de l'Ordre du Bain (1868)